# Fiber (Zeitschrift)
fiber. werkstoff für feminismus und popkultur ist eine Zeitschrift für feministische und popkulturelle Themen. Sie erscheint zweimal jährlich mit einer Auflage von 800 Stück und einem Umfang von 60 bis 80 Seiten. Sie wird in Wien herausgegeben und im deutschsprachigen Raum vertrieben.

## Redaktion
fiber wird von einem Kollektiv von Frauen* herausgegeben. Die Artikel werden von verschiedenen freiwilligen Autoren zur Verfügung gestellt. Die gesamte Arbeit erfolgt ehrenamtlich, das Projekt wird durch Förderungsbeiträge finanziert. Als Trägerverein fungiert nylon. Verein zur Förderung und Publikation feministischer Diskurse. fiber fordert staatliche Subventionen, um „das Ende der Selbstausbeutung durch freiwillige Arbeit“ zu erreichen.

## Zeitschrift
Die erste Ausgabe erschien im Jahr 2002. Jede Ausgabe behandelt einen bestimmten Schwerpunkt. Das Heft beinhaltet Berichte aus feministischer Perspektive sowie ausführliche Rezensionen zu aktuellen Büchern, Tonträgern, Filmen, Magazinen, Zeitschriften und Webseiten. Im Mittelteil jeder Ausgabe können unter dem japanischen Namen „Harappa“ Künstler ihre Arbeit vorstellen.

## Weitere Projekte
Die Redaktion von fiber organisiert häufig feministisch popkulturelle Veranstaltungen. Die Veröffentlichung jeder Ausgabe wird mit einer „Release-Party“ gefeiert, bei denen der Heftinhalt vorgestellt wird. Vom 28. September bis 1. Oktober 2006 veranstaltete die fiber-Redaktion das Rampenfiber Festival. Basierend auf dem Schwerpunkt der 10. Ausgabe „Musik“ fanden Filmvorführungen, Diskussionsrunden, Workshops und Konzerte statt. Des Weiteren kooperiert fiber mit anderen Veranstaltern und Projekten, wie zum Beispiel brut oder der VBKÖ.

## Auszeichnungen
fiber erhielt im Jahr 2003 den mit 1000 Euro dotierten Preis Die Spitze Feder für junge, engagierte Journalistinnen, gestiftet vom Frauennetzwerk Medien und den Grünen Frauen Wien.